# To ty jesteś Daniel
To ty jesteś Daniel – wydany w 2001 roku zbiór opowiadań polskiej pisarki Hanny Krall opisujący losy ludzi z traumatycznymi doświadczeniami II wojny światowej. Wśród rozmówców Hanny Krall w książce jest między innymi Teofila Reich-Ranicka. 
Książka ukazała się nakładem wydawnictwa a5 (Kraków, 2001; ISBN 83-85568-51-4) oraz jako audiobook (czyta Zofia Kucówna) nakładem wydawnictwa Audioteka.pl. Książka została przetłumaczona na kilka języków obcych w tym między innymi: szwedzki (Så det är du som är Daniel: Eslöv, Brutus Östlings bokförlag Symposion, 2002; ISBN 91-7139-588-1), francuski (Tu es donc Daniel: Paris, Éditions Interférences, 2008; ISBN 978-2-909589-16-9) i niemiecki (Ach du bist Daniel: Frankfurt am Main : Neue Kritik, 2002; ISBN 3-8015-0360-7).